# Aleksej Venetsjanov

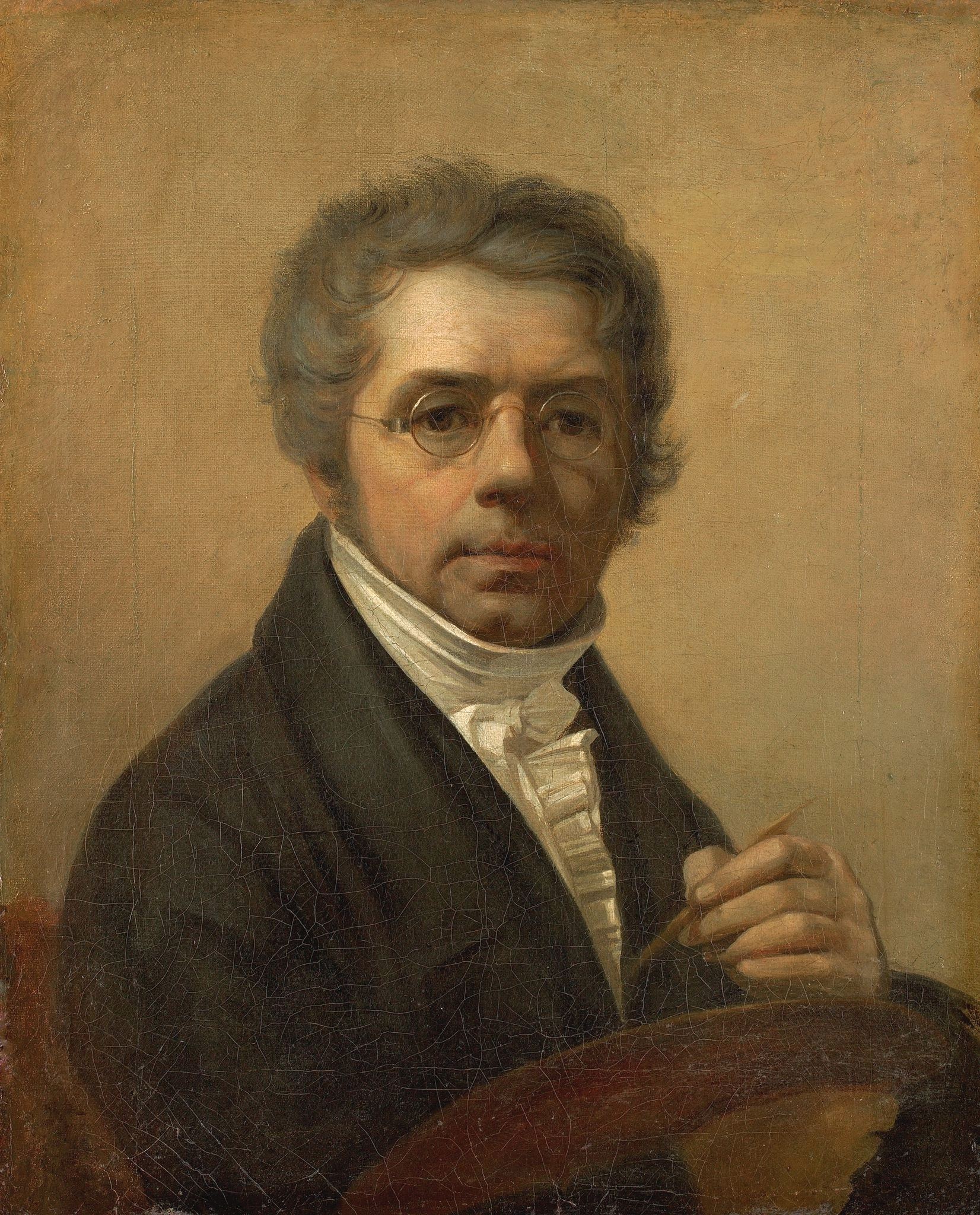
Zelfportret, 1811

Alexej Gavrilovitsj Venetsjanov (Russisch: Алексей Гаврилович Венецианов) (Moskou, 18 februari 1780 – Tver, 4 januari 1847) was een Russisch schilder.

## Leven en werk
Venetsjanov werd geboren in een Moskouse koopmansfamilie met Griekse wortels. Hij trad in overheidsdienst en studeerde kunstwetenschappen in Sint-Petersburg. Al snel werd hij een gewaardeerd portretschilder. In 1811 kreeg hij de titel van academicus bij de Petersburgse kunstacademie.
Vanaf 1819 ging Venetsjanov wonen op het landgoed van zijn vrouw bij Tver en wijdde zich volledig aan de schilderkunst. Daar mengde hij zich steeds nadrukkelijker onder de boerenbevolking. Steeds vaker begon hij typisch Russische, bijna epische plattelandstaferelen te schilderen, alsook portretten van gewone Russische boerenmensen en lijfeigenen. Met name de bijna voelbare betrokkenheid en de 'tekening' van hun Russische persoonlijkheid was voor die tijd volledig nieuw. Daarmee werd Venetsjanov een belangrijke voorloper en exponent van het groeiende nationale bewustzijn van Rusland, na de overwinning op Napoleon in 1812: na de dominante ‘Westerse’ oriëntatie aan het einde van de 18e eeuw, vooral in Sint-Petersburg, kwam er steeds meer aandacht en waardering voor Russische thema’s en cultuur. Venetsjanov startte in de jaren twintig in deze geest een eigen school en later werd hij zelfs hofschilder bij Tsaar Nicholaas I, die de nationalistische trends in de kunst stimuleerde.
Venetsjanov overleed in 1847 na een ongeluk met een rijtuig (hij stortte in een ravijn) bij Tver.

## Galerij

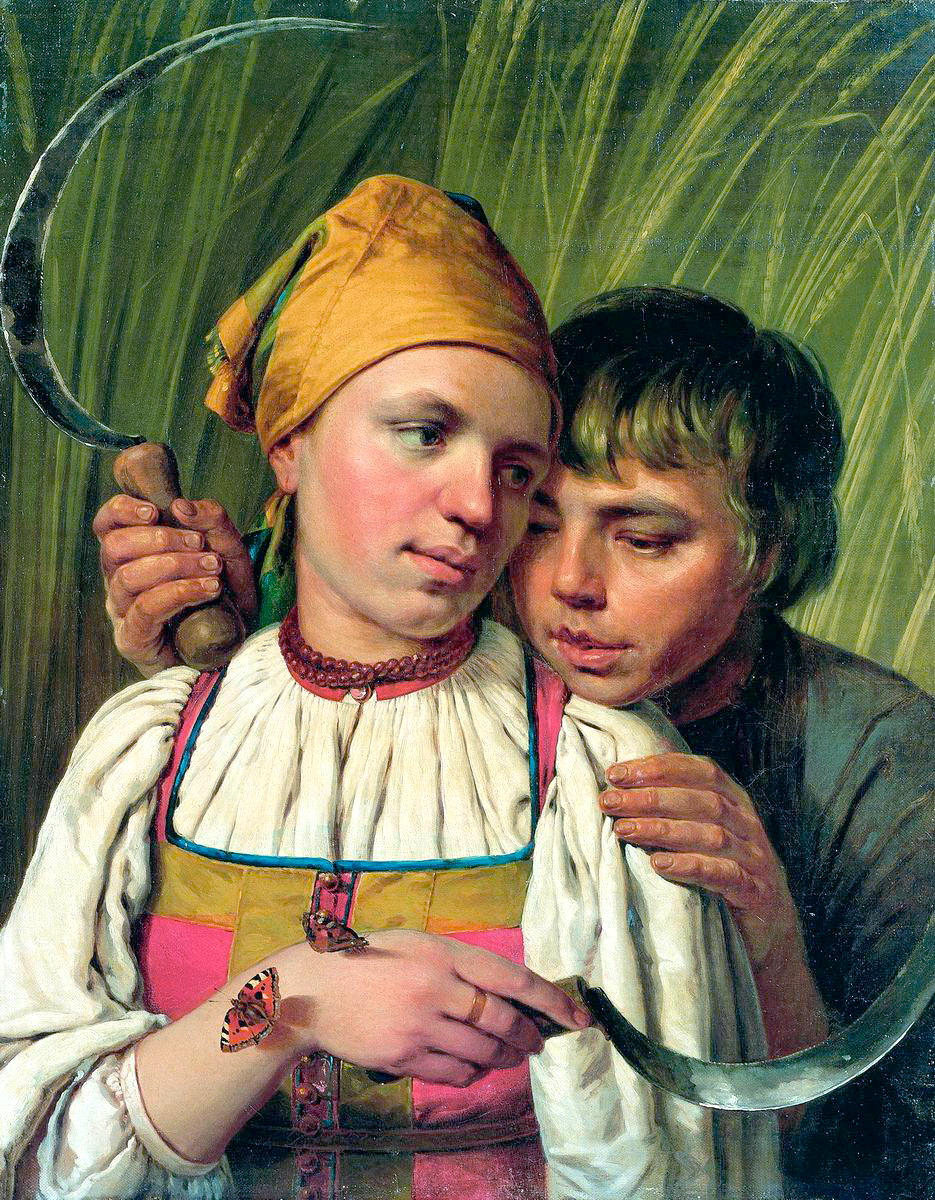
De maaiers
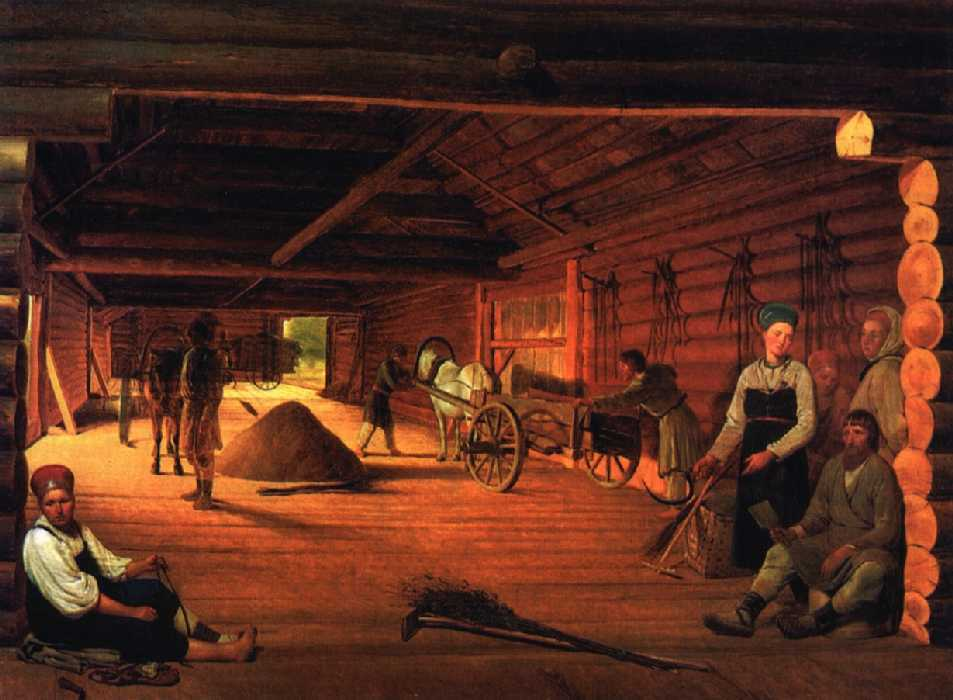
Op de dorsvloer, 1821-1823
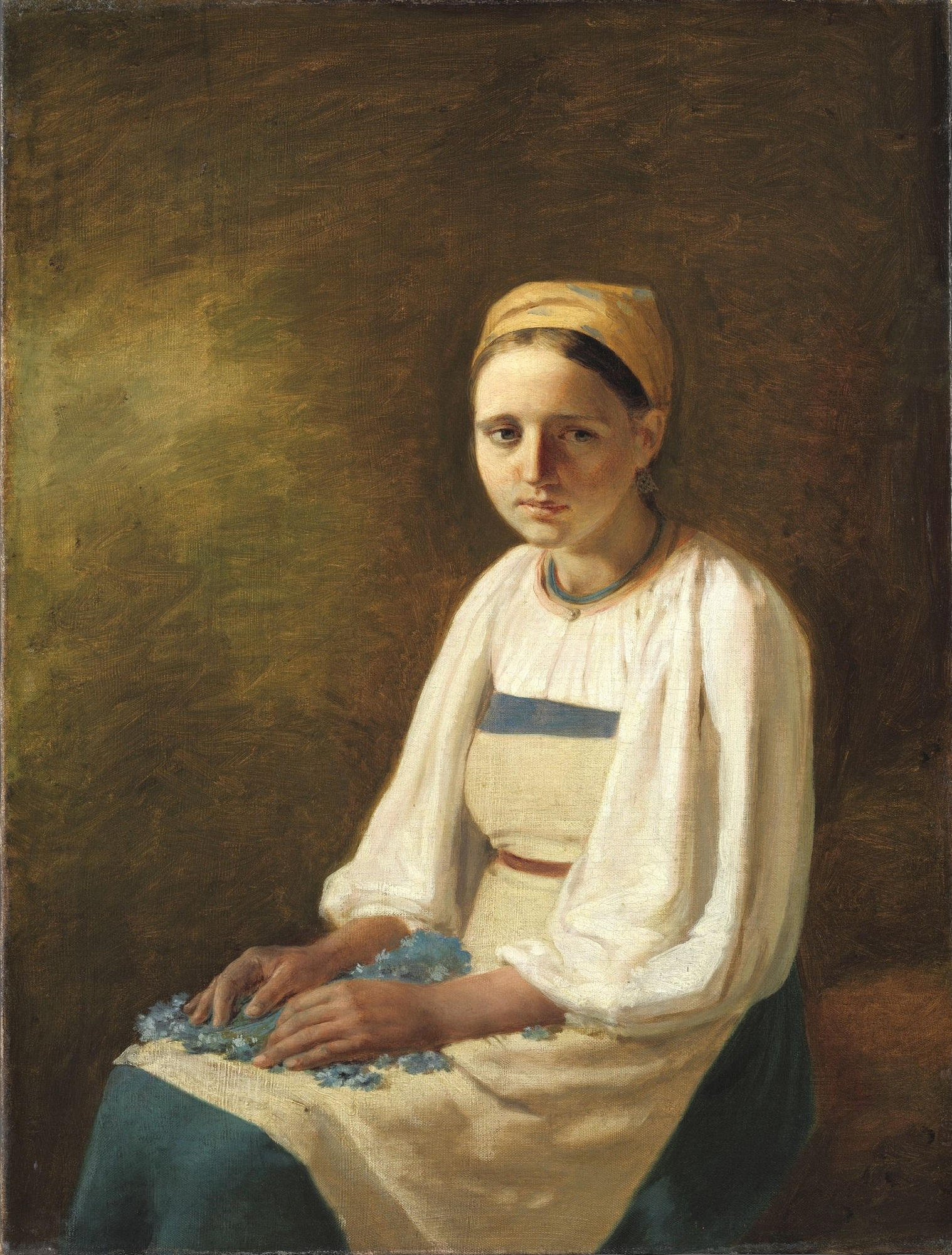
Boerenmeisje met korenbloemen, rond 1820
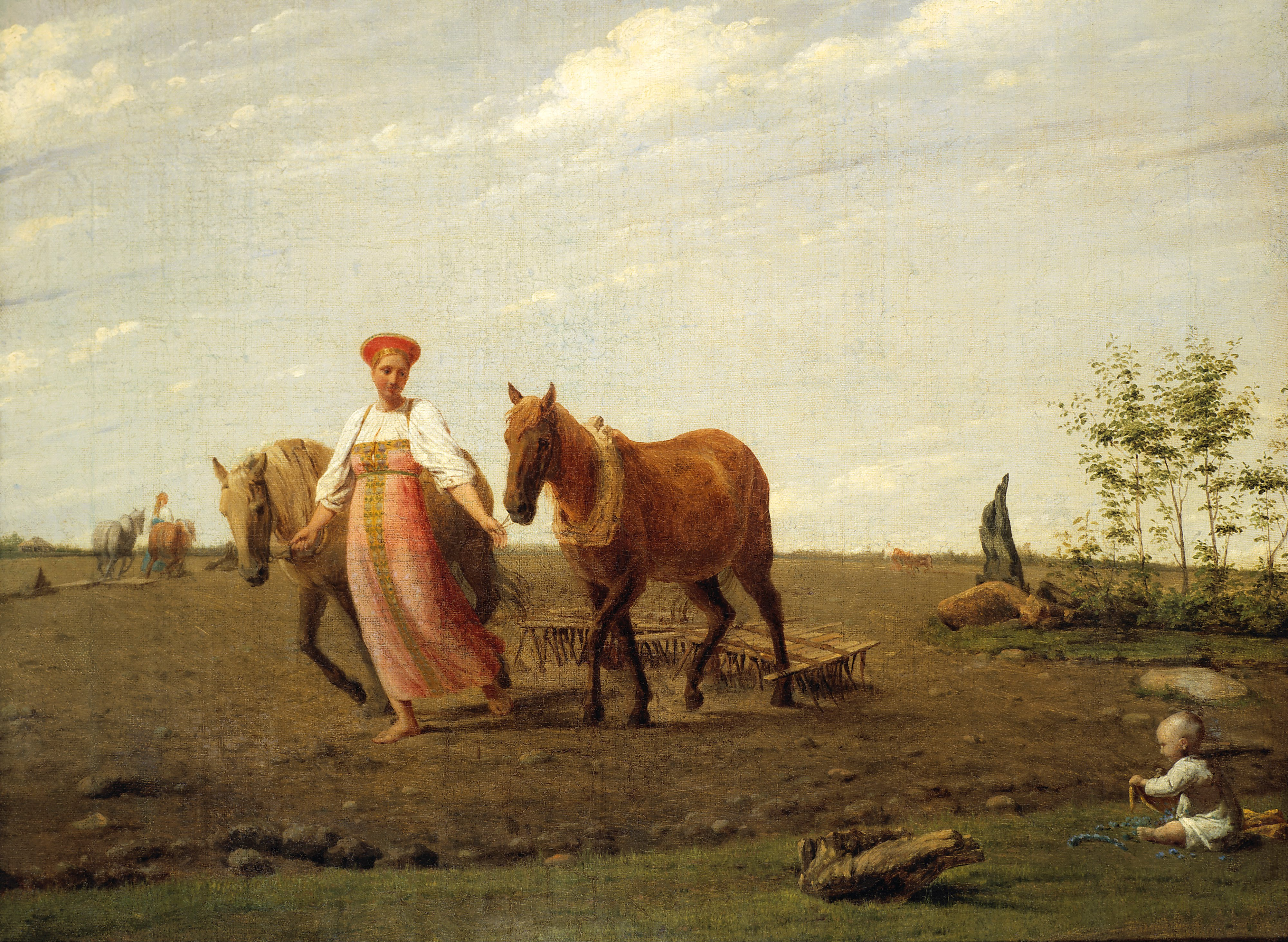
Op het ploegveld; voorjaar, rond 1820
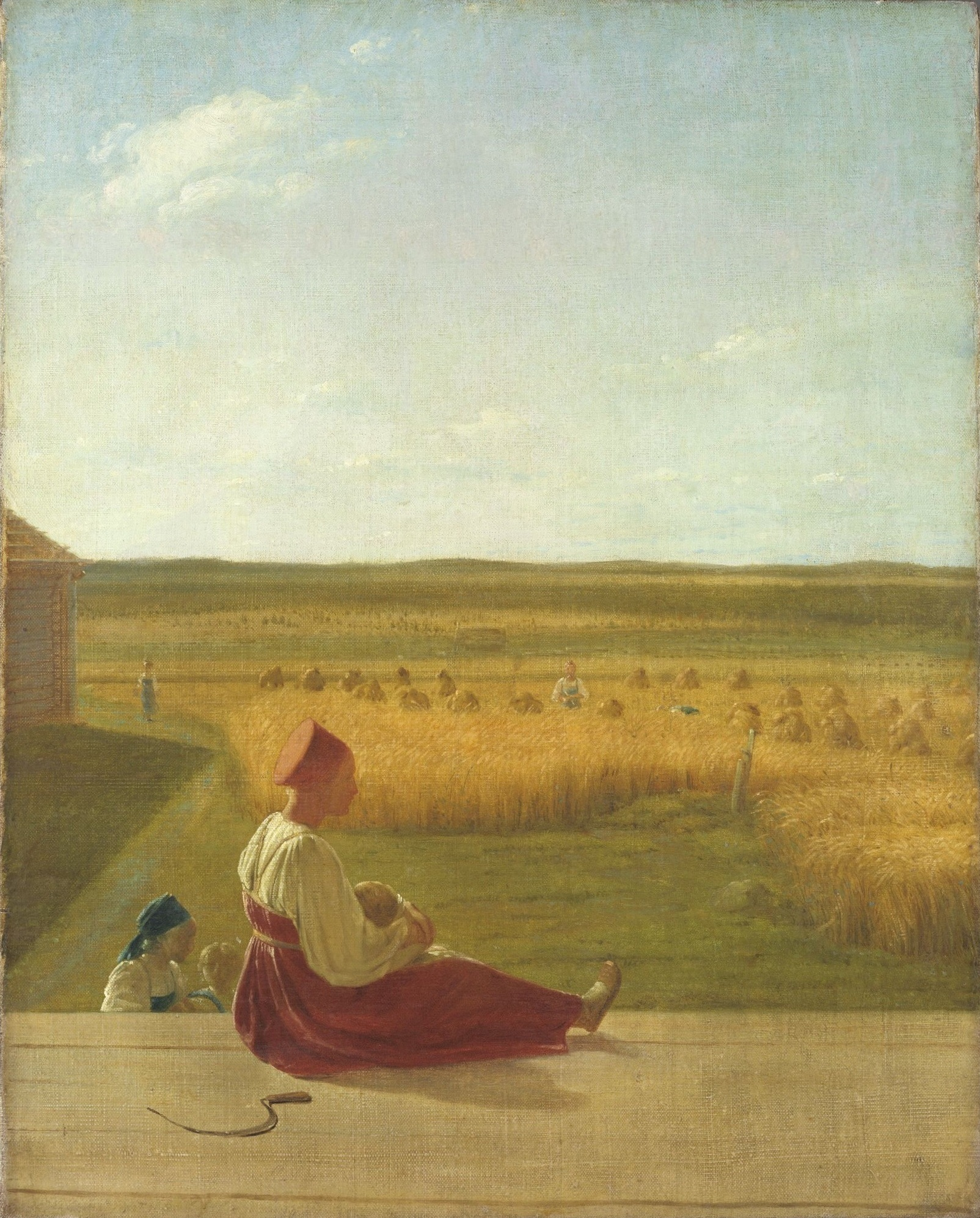
Zomer, maaien, rond 1820
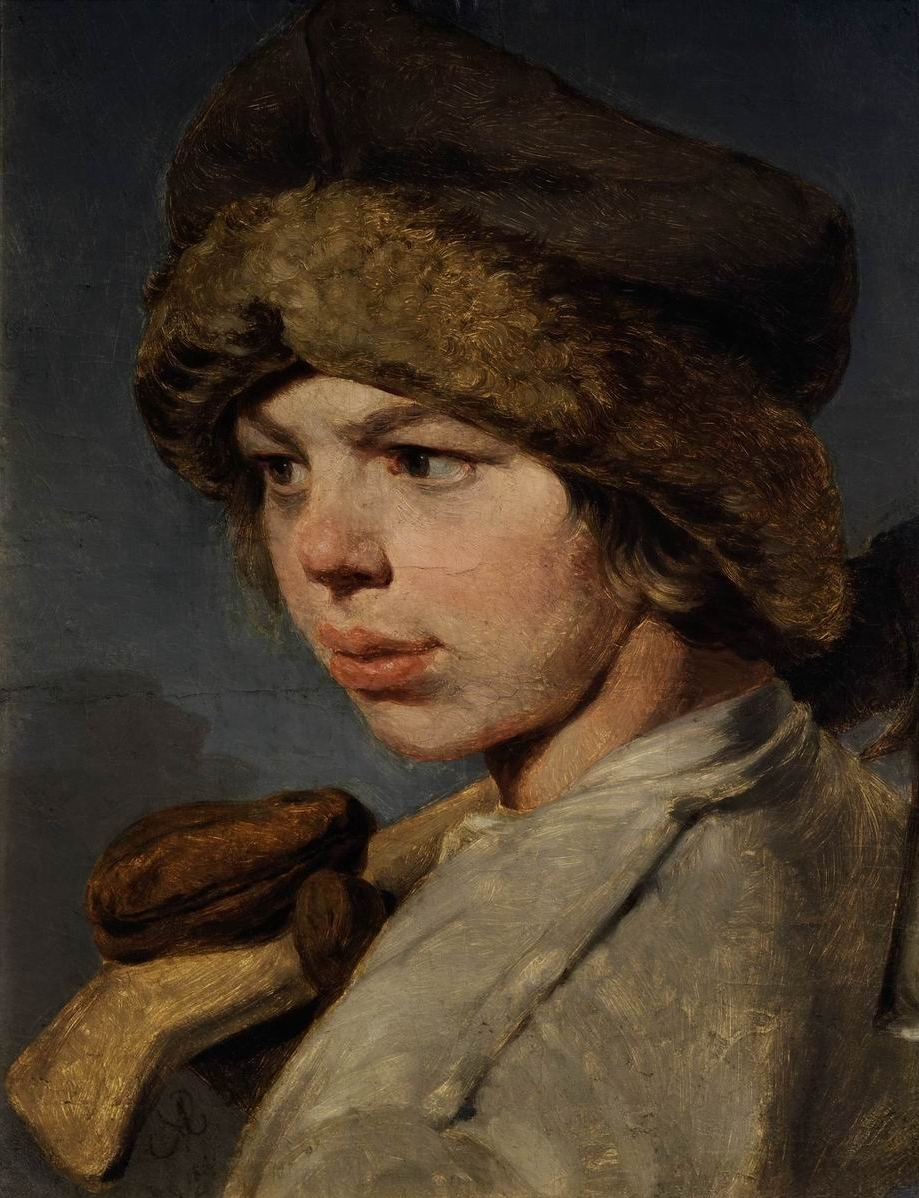
Zakharka, 1825
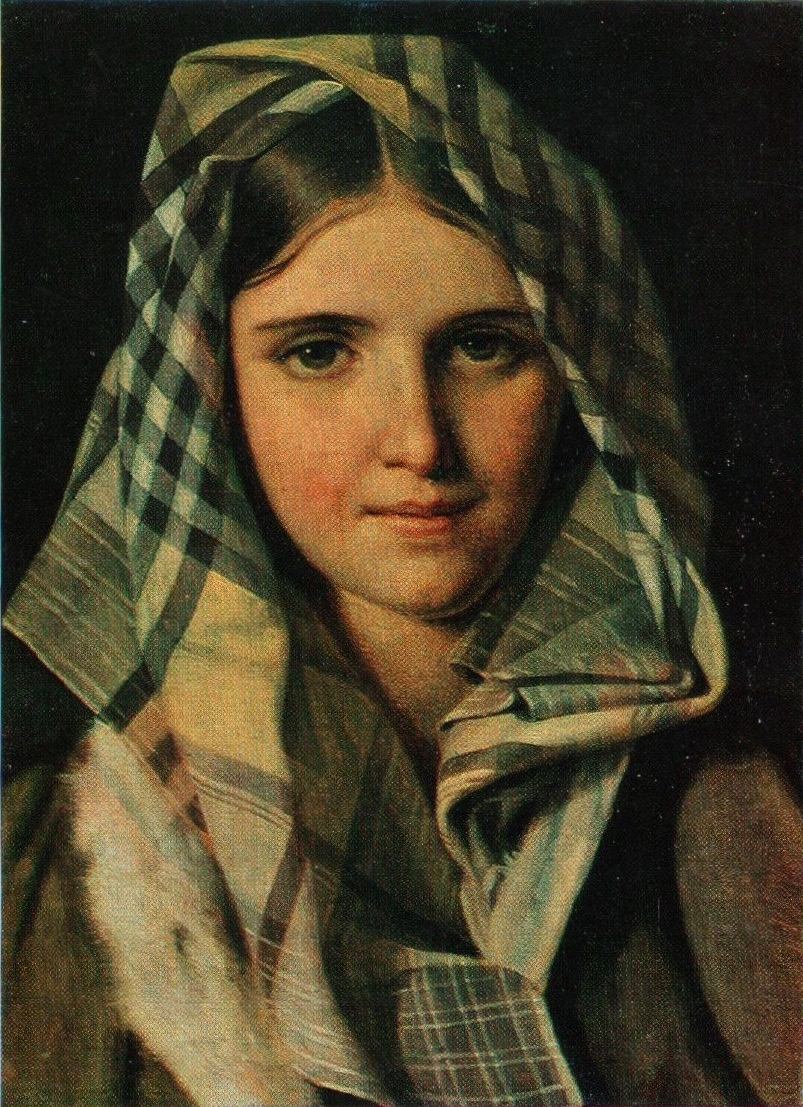
Meisje met geblokte sjaal
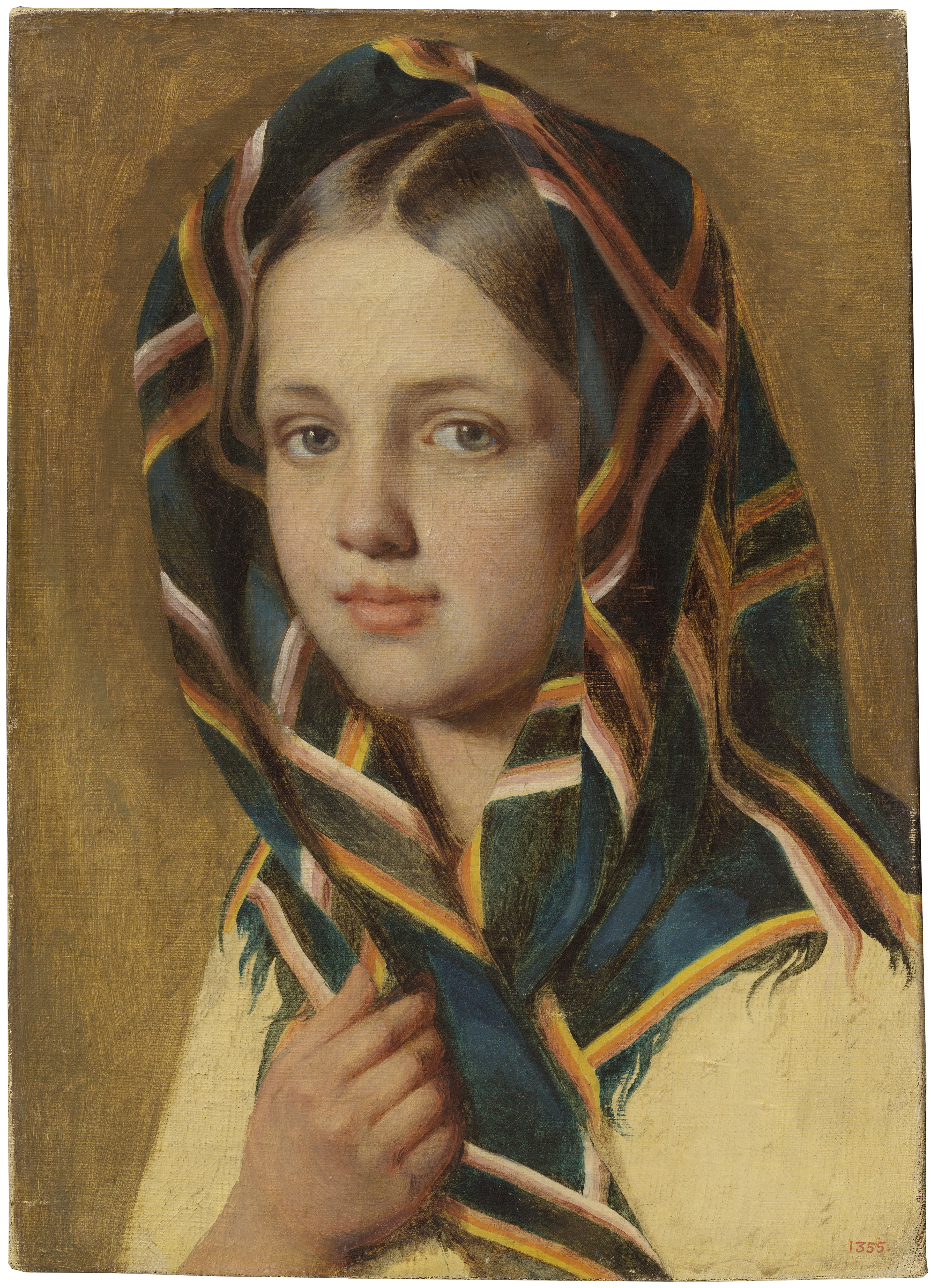
Meisje met sjaal
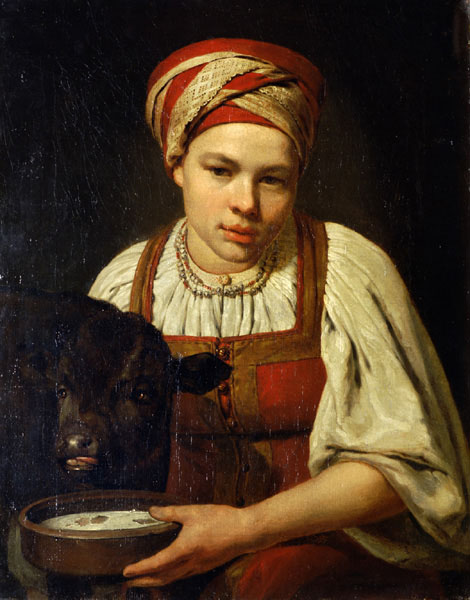
Meisje met kalf
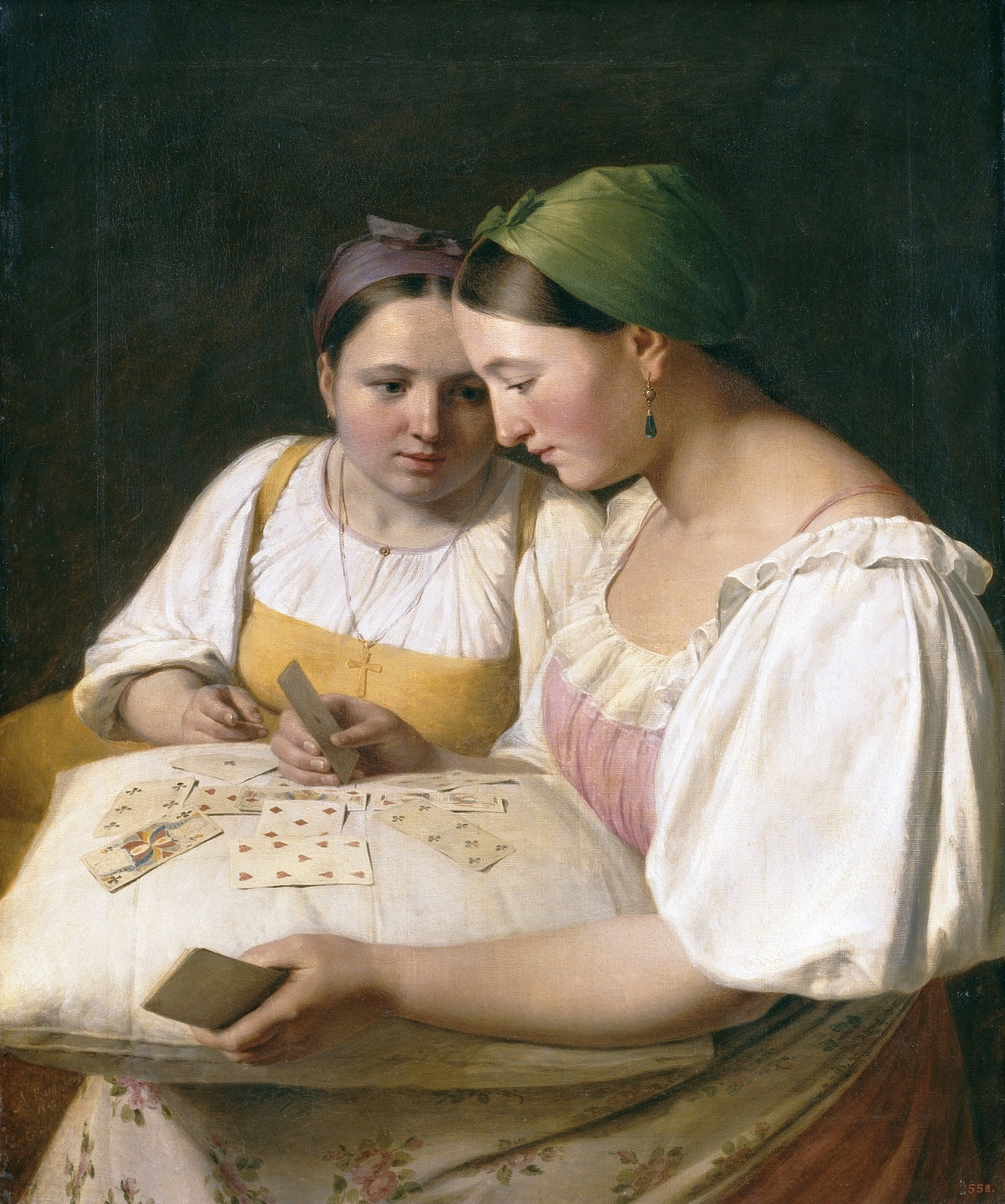
Waarzeggerij, 1842